# Заржицька Ганна Яківна
Ганна Яківна Заржицька (12 грудня 1907 , Одеса, Херсонська губернія  — 3 жовтня 1994 , Москва ) — відома в 1920 — 1930-і роки радянська акторка, пізніше знімалася в другорядних ролях та епізодах.

## Біографія
Ганна Заржицька народилася 1907 року в Одесі. З 14-річного віку Ганна співала у церкві, а потім у хорі Одеського оперного театру. Відразу після закінчення 1929 року акторського відділення Київського кіноінституту переїхала до Ленінграда, де була зарахована до штату кіностудії «Ленфільм». З 1937 по 1943 роки за сумісництвом працювала в Ленінградському театрі Червонопрапорного Балтійського Флоту, а з 1952 по 1954 — у Міжнародній службі московського центрального телеграфу. У 1954 році Заржицька увійшла до штату Театру-студії кіноактора, в якому перебувала до 1964 року.
Зніматися Ганна Заржицька розпочала з 1926 року. Востаннє з'явилася на екрані в епізодичній ролі у фільмі «Моя вулиця».

## Фільмографія
- 1926 — Блукаючі зірки — повія
- 1927 — Млин на узліссі — Надійка
- 1927 — Таміла — Таміла
- 1929 — Новий Вавилон — квітникарка
- 1929 — У вогні народжена — жінка з містечка
- 1929 — Дорога у світ — дівчина
- 1930 — Справжнє життя — Віра
- 1930 — Мертва душа — Марія
- 1931 — Сонячний похід — Ганна
- 1932 — Серце Соломона — Віра
- 1932 — Повернення Нейтана Беккера — Ната
- 1934 — Одруження Яна Кнукке — Яніна, наречена Кнукке
- 1936 — Депутат Балтики — стенографістка
- 1938 — Професор Мамлок — Гільда
- 1939 — Танкісти — мати з дитиною
- 1944 — Поєдинок — Тоня
- 1944 — Морський батальйон — Настя
- 1952 — Ревізор — Коробкіна
- 1953 — Сріблястий пил — дружина Дедлі
- 1955 — Доброго ранку — продавчиня в універмазі
- 1956 — Пролог — працівниця
- 1957 — Четверо — сусідка Карпушиних
- 1957 — Степан Кольчугін — Маня
- 1957 — Поєдинок — дама
- 1957 — Летять журавлі — рижанка
- 1957 — Ленінградська симфонія — працівниця типографії
- 1958 — Справа «строкатих» — Софія Петрівна, господарка дачі
- 1958 — Військова таємниця — завгосп піонерського табору
- 1960 — Перші випробування — епізод
- 1960 — Воскресение — епізод
- 1960 — Перше побачення — сусідка
- 1961 — Чортова дюжина — провідниця
- 1961 — Наша вулиця — епізод
- 1962 — Суд — жителька села
- 1962 — Вступ — провідниця
- 1962 — 49 дній — епізод
- 1963 — Приходьте завтра... — старенька з дитиною в поїзді
- 1966 — Поганий анекдот — тітка
- 1967 — Лікар Віра — дружина Насєдкіна
- 1970 — Моя вулиця — гардеробниця в інституті